# Ernest Bosc
Ernest Bosc, connu aussi sous les pseudonymes de J. Marcus de Vèze, Jean Darlès et Ernest Bosc de Vèze (19 décembre 1837 à Nîmes - 1913), est un architecte et écrivain français.
Il a écrit à la fin du XIXe siècle et au début du suivant de nombreux ouvrages consacrés à l'ésotérisme, à la transmutation des métaux, la magie, la vie astrale, les miroirs magiques, ainsi qu'aux drogues. Il a collaboré aux divers périodiques créés par Papus, comme l'Initiation ou Le Voile d'Isis, Également il a contribué aussi entre autres avec Baron du Potet, Horace Pelletier, Fabre des Essarts, Jean Bricaud, Jules Giraud (Numa Pandorac), Paul Sédir, Stanislas de Guaïta, Joséphin Sar Péladan, et avec Lucien Chamuel, ainsi qu'à bien d'autres journaux périodiques, tels que La Paix Universel, La Curiosité (1889-1924) avec la collaboration de Paul Sédir comme successeur et éditeur en chef.
Ernest Bosc a également contribué au diverses Romans et publications de sa chère épouse Mme Marie Antoinette Bosc de Vèze (18_-1906), (a.k.a., M.A.B.), et autre théosophe féministe tel qu’Annie Besant.
Il a aussi été rédacteur en chef du Moniteur des architectes et inspecteur des travaux publics.
Il a utilisé aussi les pseudonymes J. Marcus de Vèze, Gardener, Zacharie, Bibliophile, et Jean Darlès.

## Publications
- Traité complet de la tourbe. J Baudry (Paris, 1870) Texte disponible en ligne sur LillOnum
- Dictionnaire général de l’archéologie et des antiquités chez les divers peuples, 1881
- avec Lionel Bonnemère, Histoire Nationale des Gaulois sous Vercingétorix, Librairie de Firmin-Didot, Paris, 1882
- Dictionnaire de l'art et de la curiosité, Paris, Firmin-Didot, 1883
- Isis dévoilée ou l'égyptologie sacrée, Paris, Chamuel et Cie, 1892
- Addha-Nari, ou L'occultisme dans l'Inde antique, Paris, Chamuel, 1893
- Dictionnaire d'Orientalisme, d'Occultisme et de Psychologie (ou Dictionnaire des Sciences Occultes). Publié en 2 Volume chez Chamuel 1896.
- La Vie ésoterique de Jésus de Nazareth et les origines orientales du christianisme, Paris, 1902
- Traité théorique et pratique du haschich, des substances psychiques…, 1895 Paris, L. Chamuel, Éditeur, seconde édition 1904 Nice, au bureau de "la curiosité", 1907 Paris, Troisième Édition Revue corrigé et augmentée, Édition des Curiosités. Traduction de la Troisième Édition Française en Czech par Josef Helm 1906, Ernest Bosc de Véze; Hašiš, Latky Psy: cmickéa Magicke Rostliny; theoretkké a prak tické pojednàni, seconde Édition 1922. First English Translated Edition, compared, reviewed, annotated and expanded into English par Fr. A.T.A., 11; published 2018, entitle in short as: The Treaty of Hashish, attributed to Ernest Bosc de Vèze. -
- Traité de la Longitivité ou l'Art de devenir Centenaire, - Daragon, 1908
- De l'Opium et de la Morphine, (récupération après abus), Bibliothèque Curiosité, H. Daragon, 1908
- Bélisama ou l'occultisme celtique, Paris, Librairie du XXe Siècle, 1910
- L'Électroculture : action de l'électricité sur les plantes, divers modes utilisant l'électricité, des paragrêles, 1910
- Glossaire raisonné de la divination, 1910
- Glossaire raisonné de la Théosophie, du Gnosticisme et de l'Ésotérisme, 1910 - Jean Darlès.
- Germes de vie de l'astral (de l'espace) : larves, microbes, egrégores, la microbiculture, la magie noire, incubes et succubes, les sorts, Paris, H. Daragon, 1913
- Yoghisme et Fakirisme Hindou - 1913